# Everard (Bischof)

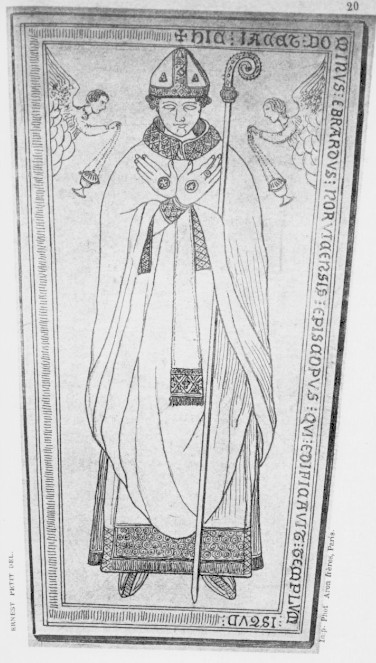
Grabdenkmal von Everard in der Klosterkirche von Fontenay. Zeichnung aus dem 19. Jahrhundert

Everard (auch Eborard) (* vor 1070; † vor 21. September 1147 im Kloster Fontenay) war ein anglonormannischer Geistlicher. Von 1121 bis 1145 war er Bischof von Norwich.

## Herkunft
Die genaue Herkunft von Everard ist nicht geklärt. Lange Zeit galt er als ein Sohn von Roger, 1. Earl of Shrewsbury und damit als Angehöriger der Familie Montgommery. Nach dem aktuellen Forschungsstand war er aber höchstwahrscheinlich ein Sohn oder Neffe eines Nigel the Doctor, einem bedeutenden Vasallen, der im Domesday Book von 1086 als Besitzer des königlichen Gutes und der Kirche von Calne in Wiltshire war. Dazu besaß er eine Pfründe an der Londoner St Paul’s Cathedral, die nach seinem Tod an Everard fiel. Da Everard vor 1089 das Amt eines Archidiakons von Salisbury bekleidete und damit mindestens 21 Jahre alt war, muss er spätestens Ende der 1060er Jahre geboren worden sein.

## Aufstieg zum Bischof
Archidiakon war Everard unter dem später heiliggesprochenen Bischof Osmund von Salisbury. Dieses einträgliche Amt hatte er wohl als Belohnung für Dienste für König Wilhelm II. erhalten, der seit 1087 König war. Da er das Amt noch vor dem Tod von Erzbischof Lanfrank 1089 erhalten hatte, muss er also zwischen 1087 und 1089 zum Archidiakon erhoben worden sein. Als königlicher Kaplan nahm er in der Folge an zahlreichen kirchlichen und königlichen Ratsversammlungen teil. Angeblich wurde er als Archdiakon wundersamerweise von einer Krankheit geheilt, was der Fürsprache des heiligen Aldhelm von Sherborne zugeschrieben wurde. Zwei Jahre nach dem Tod von Bischof Herbert de Losinga bestimmte König Heinrich I. 1121 Everard zum neuen Bischof der Diözese Norwich. Seine anschließende Wahl kurz nach dem 13. März 1121 war nur noch Formsache und wurde fast sofort vom König bestätigt. Am 12. Juni wurde er in Canterbury zum Bischof geweiht. Als Bischof legte er seine bisherigen geistlichen Ämter nieder. Seine Pfründe an der St Paul’s Cathedral fiel an seinen Neffen William of Calne.

## Bischof von Norwich
Als Bischof nahm Everard an zahlreichen kirchlichen Ratsversammlungen sowie beispielsweise auch an der Weihe des neuen Chorraums der Kathedrale von Canterbury 1130 teil. Im Gegensatz zu seiner früheren Stellung war er jedoch außer zu größeren Ratsversammlungen nur noch selten am Königshof. Deshalb wird er nur in acht Urkunden von Heinrich I. und in dreizehn Urkunden von König Stephan von Blois als Zeuge erwähnt.
Als Bischof setzte er nicht die von Papst Gregor VII. angestrebten Reformen um. Er hatte höchstwahrscheinlich selbst Kinder, und mindestens zehn seiner Neffen sowie sein Bruder Arthur lebten in seinem Haushalt, wo sie zahlreiche Urkunden bezeugten. Trotz diesem Nepotismus hatte er anscheinend ein gutes Verhältnis zum Kathedralpriorat von Norwich. Während seiner Amtszeit wurde der Bau der Kathedrale von Norwich abgeschlossen. Er bestätigte die Einkünfte, die sein Vorgänger den Mönchen des Kathedralpriorats aus den Erträgen der Pfarreien der Diözese gewährt hatte, unterstützte die Mönche bei der Gründung des St Paul’s Hospitals in Norwich und genehmigte eine neue Niederlassung der Mönche in Hoxne in Suffolk. Allerdings verkaufte er die Güter Blickling und Cressingham ohne Rücksprache mit den Mönchen, wofür sie ihn kritisierten. Möglicherweise wurde er jedoch vom Sheriff von Norwich zu diesen Verkäufen gezwungen, um eine Verwüstung der Güter während des Thronfolgestreits nach dem Tod von Heinrich I., der sogenannten Anarchie, zu verhindern.
In der Diözese Norwich hatten im frühen zwölften Jahrhundert mehrere Klöster umfangreichen Landbesitz als Schenkung erhalten. Everard bestätigte diese Besitzänderungen, sorgte jedoch dafür, dass die Aufgaben und Kompetenzen seiner vier Archidiakone gegenüber den Klöstern besser beschrieben wurden. Unter ihm begann die Benennung der Archidiakone nach den Regionen, für die sie zuständig waren. Indem Everard zahlreiche Urkunden von seinen Dekanen bezeugen ließ, sorgte er dafür, dass seine Anweisungen auch die Pfarreien erreichten. Als während einer Diözesansynode 1144 der Tod des jungen William von Norwich als jüdischer Ritualmord dargestellt wurde, blieb Everard skeptisch. Zahlreiche Priester seiner Diözese sowie eine einflussreiche Gruppe der Mönche des Kathedralpriorats unterstützten jedoch die beginnende Verehrung des jungen William als Heiligen, so dass Everard die Umbettung des Leichnams auf den Friedhof des Kathedralpriorats genehmigte.

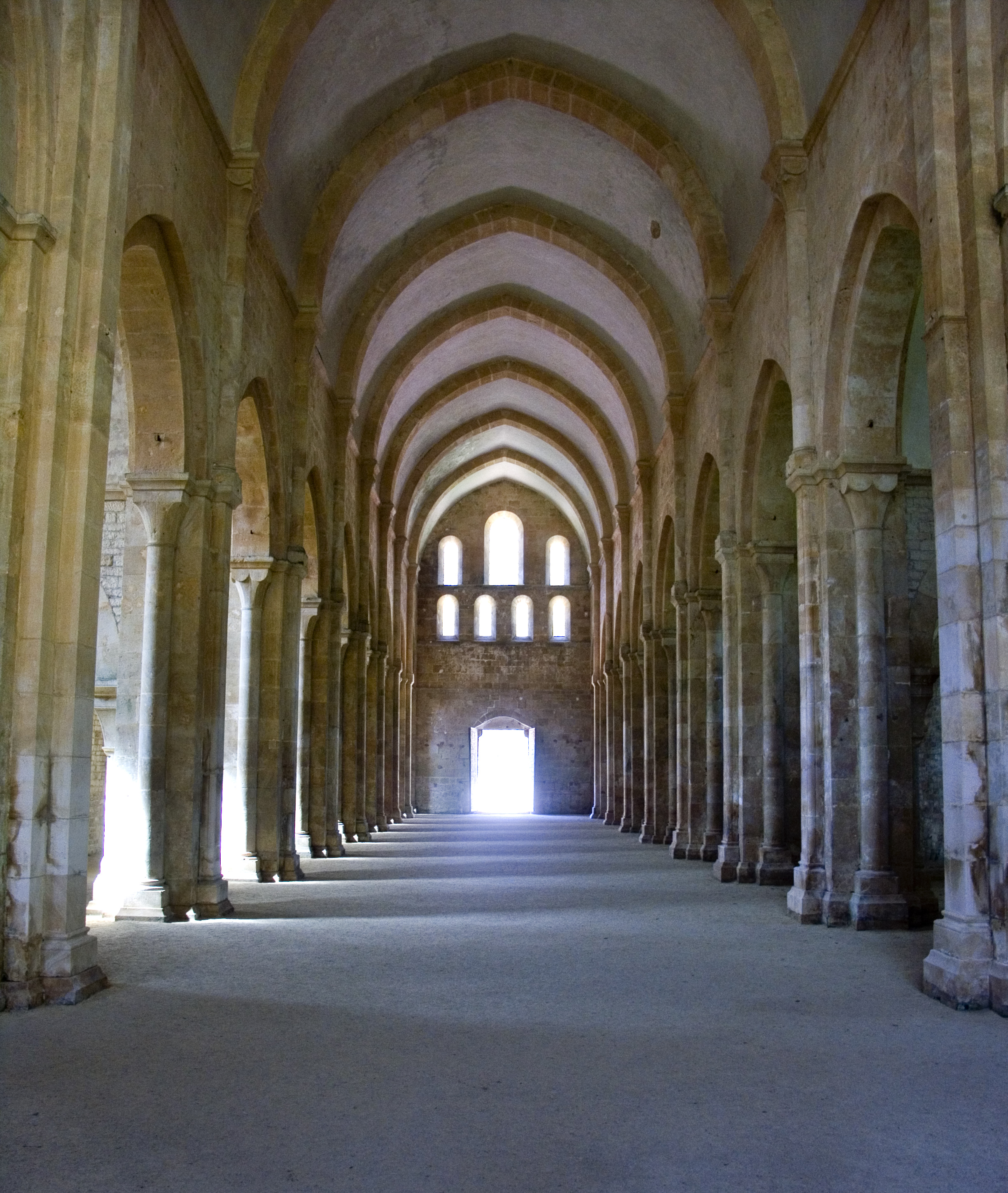
Die Klosterkirche von Fontenay, an deren Bau Everard vermutlich noch beteiligt war

## Rücktritt, Übersiedlung nach Frankreich und Tod
Anfang 1145 begleitete Everard noch den päpstlichen Legaten Imar von Tusculum in England. Danach legte er im selben Jahr sein Amt nieder. Nach Angaben des Chronisten Heinrich von Huntingdon soll er wegen Grausamkeit abgesetzt worden sein, doch dieser Vorwurf ist nicht nachvollziehbar und unbelegt. Als alter Mann zog sich Everard wohl als Mönch in die Zisterzienserabtei Fontenay in Burgund zurück. Von dort setzte er sich schriftlich beim Papst für die Zuständigkeit des Erzbischofs von Canterbury als Metropolit auch für Wales ein. Vermutlich hatte er auch noch größeren Anteil am Entwurf und Bau der Klosterkirche von Fontenay. Er starb 1147. Nach seinem Tod wurde er zunächst vor dem 21. September in der St.-Paul-Kapelle des Klosters begraben, ehe er schließlich vor dem Hochaltar der Klosterkirche beigesetzt wurde. Dort ist sein Grabdenkmal noch erhalten.